# Gül Baba türbéje
Gül Baba türbéje egy 16. században épült török sírkápolna a budapesti Rózsadombon, a Margit híd budai hídfője közelében. Korábban a főváros Budapesti Történeti Múzeumához tartozott.
2016-tól az épületet környezetével együtt teljesen felújították, és 2018-ban az ingatlanegyüttes a Külgazdasági és Külügyminisztérium vagyonkezelésébe került. A Gül Baba Kulturális Központ és Kiállítóhelyet a Gül Baba Türbéje Örökségvédő Alapítvány működteti, 2018 őszétől látogatható megújult formában.

## Története
Gül Baba, a Rózsák atyja, bektási dervis, azaz harcos muszlim szerzetes volt, aki 1541-ben a megszálló török sereggel érkezett Budára. A legenda szerint a város elfoglalásának  ünnepén, a dzsámivá átalakított Nagyboldogasszony templomban tartott hálaadó istentiszteleten halt meg 1541. szeptember 2-án. Tiszteletére díszes temetést rendeztek, amelyen maga I. Szulejmán szultán is részt vett, sőt a legenda szerint beállt a koporsóvivők közé is. A Gül Baba sírja fölé emelt türbét 1543 és 1548 között építtette Mehmed Jahjapasazáde, a 3. budai pasa. A hely azóta is a muzulmánok zarándokhelye, turisták rendszeres úticélja.

## Leírása

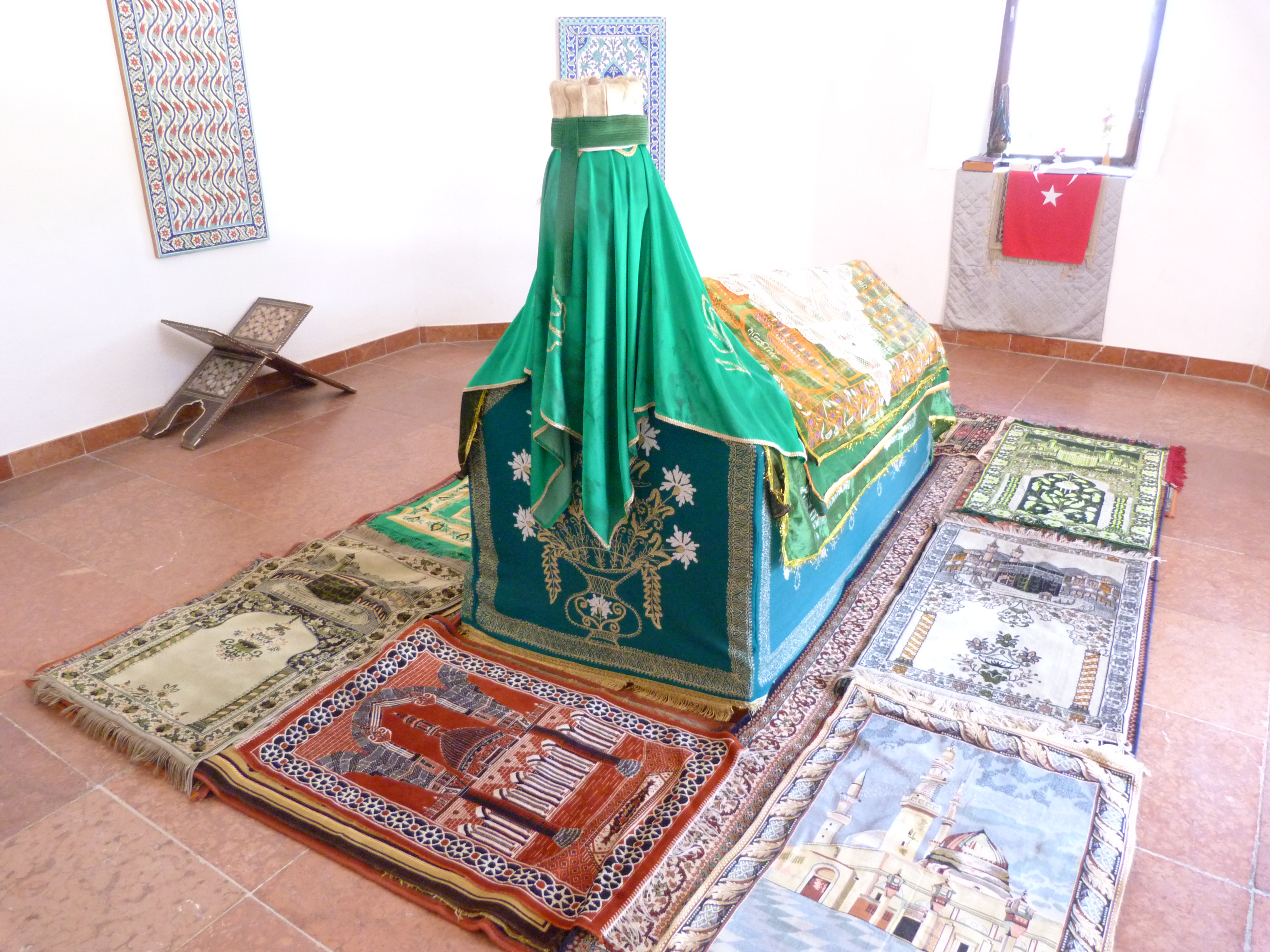
Gül Baba síremléke

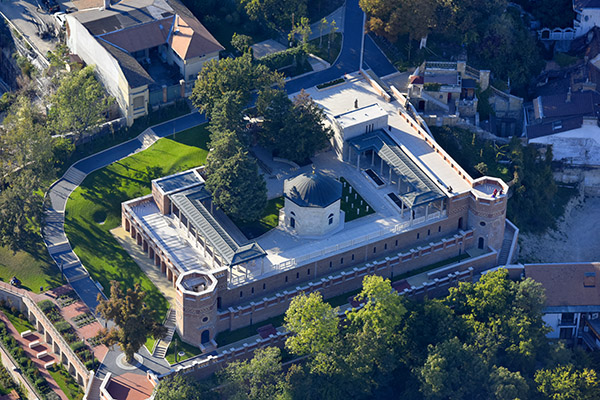
Légi felvétel (2018 szeptembere)

Az épület gondosan épített kőzsámolyon áll, nyolcszög alaprajzú, kupolával fedett. Kváderkőből épült, külső homlokzata egyszerű, oldalait faltükrök tagolják, minden másodikon ablak nyílik.[vitatott] Bejárata a keleti oldalon van. A bejárat nyíláskeretét mészkőhasábok alkotják, félkörívesen záródnak, eredetileg viszont szamárhátíves volt. Belső falát alaktalan homokkőből rakták, egyetlen építészeti dísze egy téglából készült szamárhátívsor volt. Félgömbkupola zárja le, amelyet csegelyek tartanak. Padozata simára gyalult deszkával van fedve, melyen turbánnal díszített nagy fakoporsó áll. 1912-ben pótolták az eredetit.

## Utóélete
A 16. században kolostor épült a türbe mellé, amely Gül baba tekkeszi néven volt ismert. Buda visszafoglalása után, 1690-ben a türbét a jezsuita rend keresztény kápolnává építtette át. Ekkor átépítették a csúcsíveket: a szamárhátívek helyére félkörívek és kosárívek kerültek. Barokk átalakítások eredménye volt a kupolán épült lanterna is, melyet mára már elbontottak. 1790-ig jezsuita kápolnaként szolgált, a rend feloszlatása után magánház lett belőle. 1822-ben már török zarándokhelyként adnak róla hírt források.
1872. március 17-én a Vasárnapi Ujságban megjelent a hír: „A török kormány meghagyásából egy magasabb rangú dervis érkezett Budára, kinek feladata […] a mecset kijavítása és csinosítása tárgyában szakértővel értekezni és ezután a költségvetést kormányához beterjeszteni”. 1885-ben a török kormány Grill Lajossal felújíttatta. Újabb munkálatokat az első világháború előtt és után végeztek rajta, az 1940-es évekbeli restaurálások során egy eredeti szamárhátívre és Korán-feliratos festett üvegablakdarabra találtak. 
A második világháború előtt akkori tulajdonosa, Wagner Lajos körbeépíttette, az épülethez nem illő környezetet hozva ezzel létre. 1962-ben Pfannl Egon tervei szerint alakították át. 1996-ban a terepszint rendezése, pergolák, kutak, teljes külső-belső restaurálás történt. A sírkápolna kicsinyített mása megtalálható az isztambuli Miniatürk parkban.

### 2016 után
Legutóbbi nagyszabású felújítása 2016-ban kezdődött. A magyar és a török kormány közösen állták a 2,5 milliárd forintos beruházást, fele-fele arányban. Eredetileg 2017-re fejezték volna be, de megnyitása 2018 őszéig eltolódott. 2018. október 9-én adták át, amikor Recep Tayyip Erdoğan török köztársasági elnök Orbán Viktorral együtt avatta fel a felújított síremléket és kibővített környezetét.
A teljes rekonstrukció befejeztével a Budapest II. kerület, Mecset utca 14. szám alatti kibővített ingatlanegyüttes a Külgazdasági és Külügyminisztérium vagyonkezelésébe került és a minisztériummal szerződésben álló, költségvetési forrásokat felhasználó Gül Baba Türbéje Örökségvédő Alapítvány működteti. A Gül Baba türbéje és környezete épületegyüttest az alapítvány „muzeális intézményként” üzemelteti.

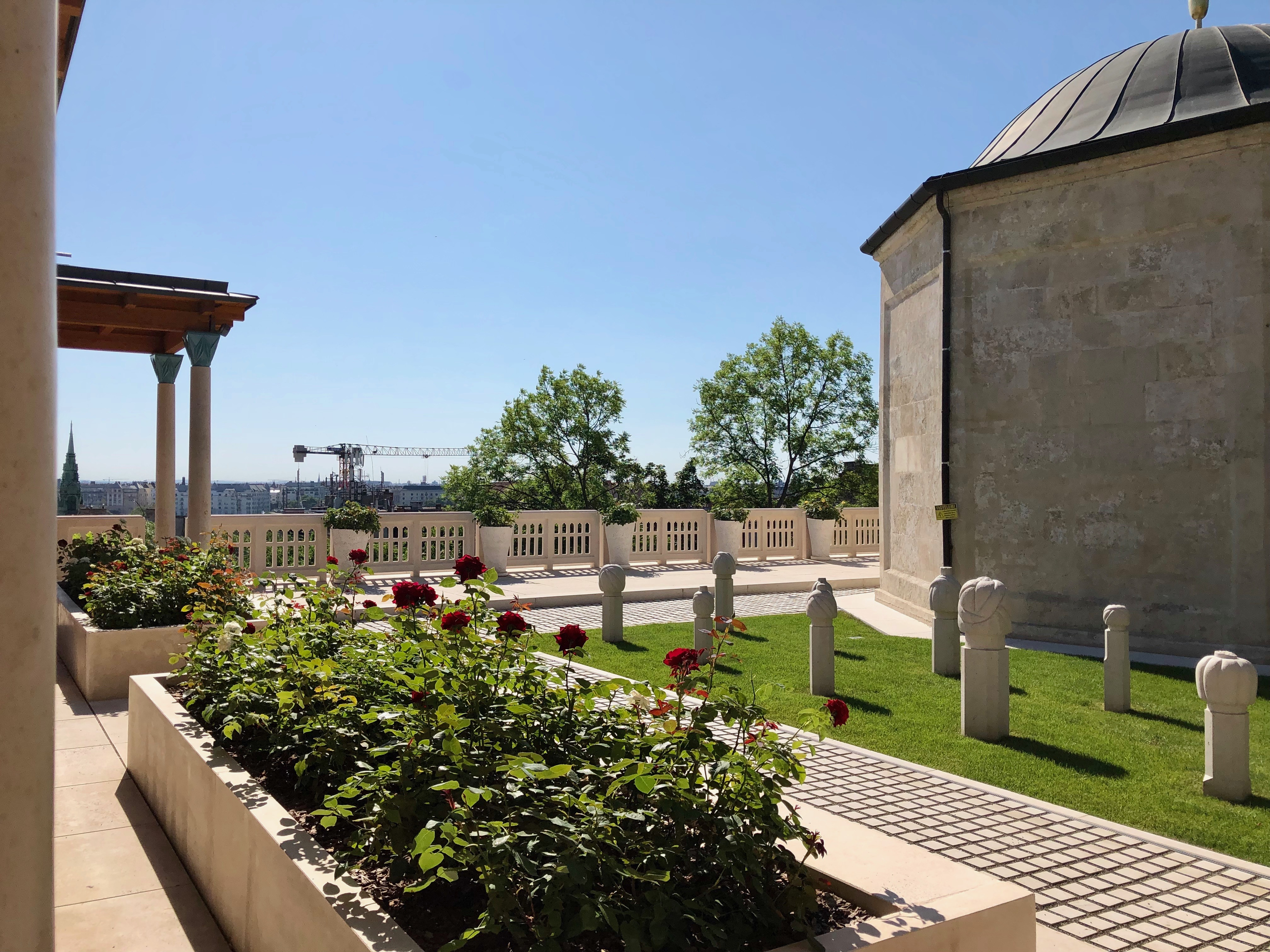

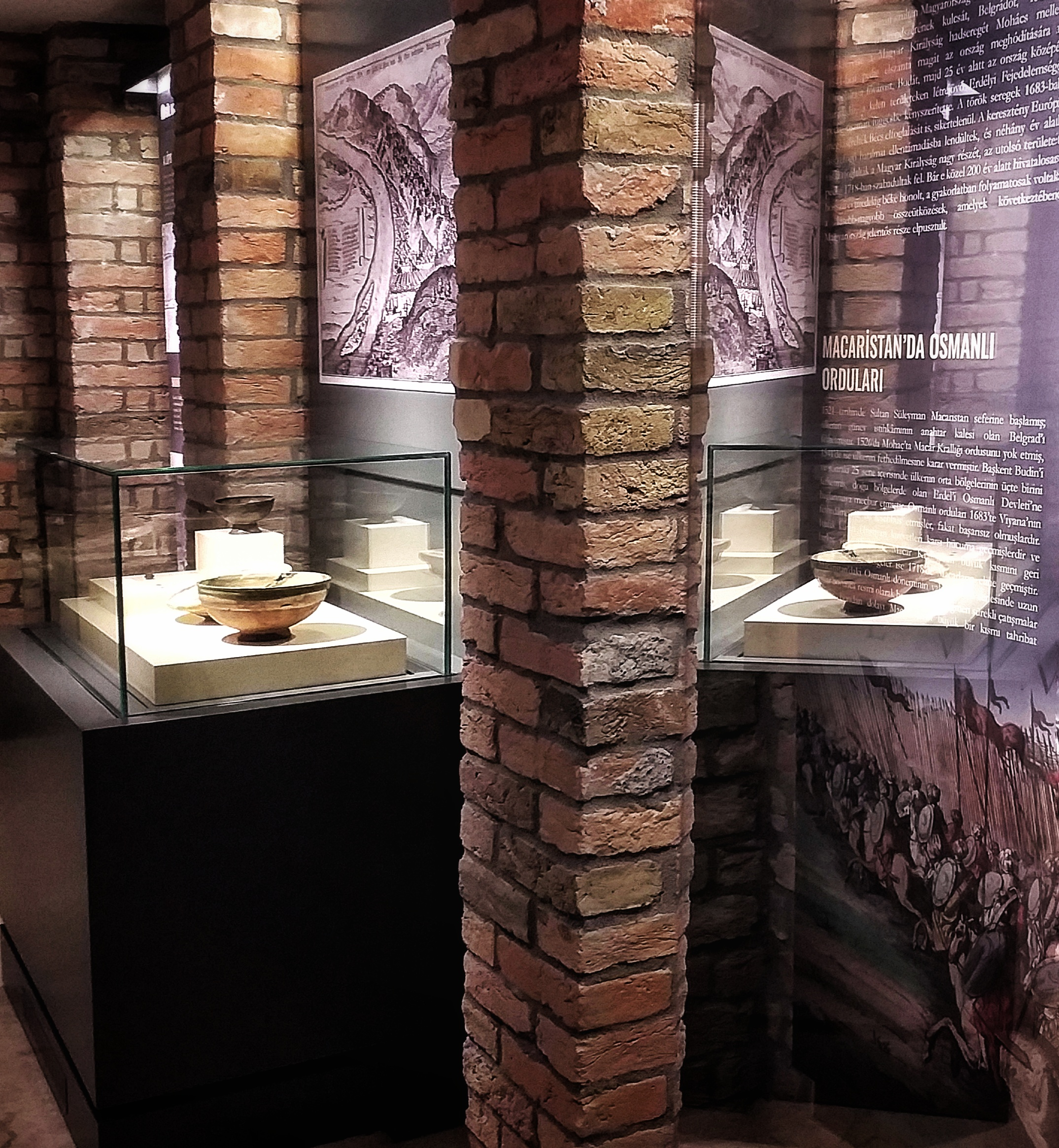
Részlet a Gül Baba Kulturális Központ és Kiállítóhely állandó kiállításából

Egy újonnan alakult intézmény, a Gül Baba Kulturális Központ és Kiállítóhely az alagsorban kapott helyet, ahol a megnyitástól kezdve a türbe történetét, a dervisek életmódját, valamint Gül Babát bemutató kiállítás látható. Az időszaki tárlatoknak fenntartott kiállítótérben 3 havonta új kiállítást mutatnak be. A megnyitást követően egy Hagia Szophiat bemutató tárlat volt látható, majd Suna Selma Kocal, kortárs festő képeit állították ki. A megújult komplexumban egy konferenciatermet is kialakítottak, ahol lehetőség van szakmai és kulturális események rendezésére.